# Apeadeiro de Mata
O Apeadeiro de Mata, originalmente escrito Matta, é uma gare ferroviária encerrada da Linha do Leste situada no Distrito de Portalegre, em Portugal. Ainda que localizada em território da freguesia da Cunheira (concelho de Alter do Chão), servia nominalmente o povoado mais póximo — a Aldeia da Mata (concelho do Crato), distante 2900 m pela EM 534.

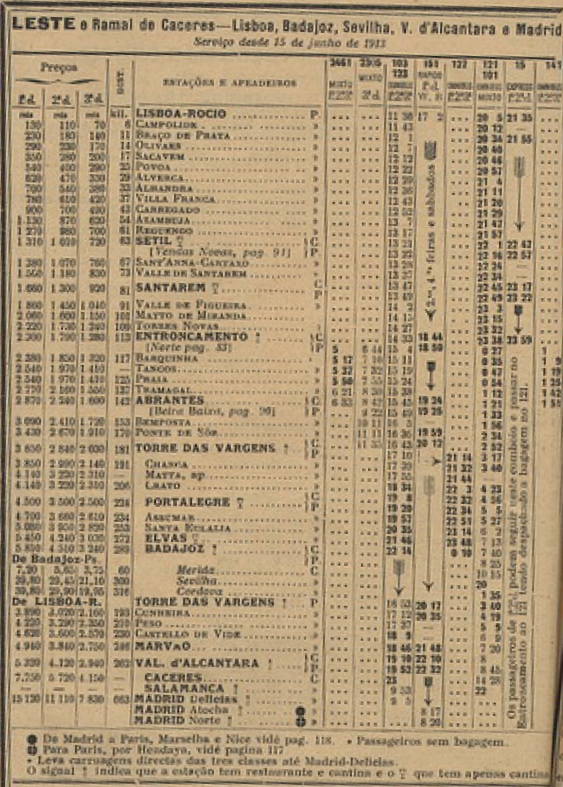
Horários de 1913, onde esta gare surge já com a categoria de apeadeiro, e o nome original, Matta.

## História
Esta interface insere-se no troço entre Abrantes e Crato da Linha do Leste, que entrou ao serviço pela Companhia Real dos Caminhos de Ferro Portugueses em 6 de Março de 1866.